# 汪洋台
汪洋台，位于山东省济南市莱芜区茶业口镇吉山村西，为纪念抗战期间阵亡于此的汪洋等三百余名烈士而建，是中华人民共和国山东省文物保护单位之一。
1992年6月12日，授予山东省文物保护单位，是一座革命遗址及革命纪念建筑物。